# ピエール・マンデス＝フランス
ピエール・マンデス＝フランス（Pierre Mendès-France, 1907年1月11日 - 1982年10月18日）は、フランスの政治家。1954年から1955年に掛けてフランスの閣僚評議会議長(首相)を務め、第一次インドシナ戦争を終結させた。

## 生い立ちと初期の経歴
1907年1月11日パリのセファルディム（スペイン、ポルトガルに定住したユダヤ人）中産家庭に生まれた。長じてパリ大学に学び法学博士号を取得、弁護士となり、1928年パリ弁護士会の最年少会員となった。これに先立ち、学生時代にはフランスの伝統的中道左派政党である急進社会党（急進党）の領袖エドゥアール・エリオに感化され、党の学生組織である共和国社会主義大学行動連盟で活動し、1924年同党に入党する。ユダヤ系ということもあり、第二次世界大戦前のフランス政界においてはハンディキャップを持っていたが、それをその輝かしい学歴によって克服し、1932年ウール県から下院国民議会議員に当選する。時に25歳で最年少議員であった。当選後、すぐにその能力を認められ、1936年レオン・ブルム人民戦線内閣が誕生すると、大蔵担当閣外相に任命された。

## 第二次世界大戦
第二次世界大戦が始まると、空軍に志願した。1940年フランスはナチス・ドイツに降伏し、ヴィシー政権が成立すると、1941年5月にマンデス＝フランスは逮捕され、裁判で禁固6年、軍籍剥奪、10年間の市民権剥奪の判決を受ける。しかし、6月には脱出に成功したマンデス＝フランスは1942年始めイギリスに亡命し、シャルル・ド・ゴール率いる自由フランスに参加、空軍に志願し「ロレーヌ爆撃隊」隊長を務める。その後、アルジェに国民解放委員会（CFLN）が置かれると財政担当委員に任命され、1944年ブレトンウッズ会議では、フランス代表となり、戦後の国際金融制度について列国と協議に当たった。
1944年9月パリが解放され、ド・ゴールを首班とする臨時政府が樹立されると、マンデス＝フランスは国民経済相に就任する。しかし、臨時政府内で物価統制をめぐり、ルネ・プレヴァン蔵相と対立し、ド・ゴールがプレヴァンを支持したため1945年辞職した。もっとも、ド・ゴールはマンデス＝フランスの国際経済・金融面での能力を惜しみ、国際復興開発銀行総裁や国際連合経済社会理事会フランス代表に推している。

## 第四共和政

### インドシナ問題
第四共和政が成立すると、1947年マンデス＝フランスは国民議会議員となる。第四共和政下でマンデス＝フランスに最初に組閣の機会が訪れたのは1953年ルネ・マイエール内閣崩壊のときであったが、このときは多数派を形成することが出来ずジョゼフ・ラニエル内閣が成立した。この時期のフランス政治における最大の課題は外交・対外政策をめぐる諸問題であった。なかんずくフランスにとって最大の課題はインドシナ問題とアルジェリアを中心とする北アフリカ問題であった。
第二次世界大戦後、フランスはフランス領インドシナをめぐり、第一次インドシナ戦争を開始する。フランスがアメリカの支援を受けたのに対し、ベトミン（ヴェトミン、ベトナム独立同盟会）は中国から支援を受けて両者の闘争は深まった。マンデス＝フランスは1950年から一貫してフランス植民地主義の批判者であった。1954年5月ディエンビエンフーの戦いでフランス軍は決定的な敗北を喫する。ラニエル内閣が戦争継続路線を採ったことに対して、マンデス=フランスはこれを激しく攻撃し、ラニエル内閣を崩壊に追い込んだ。1954年6月19日ルネ・コティ大統領は、マンデス＝フランスに組閣を要請した。こうして成立したマンデス＝フランス内閣には、後に社会党から大統領となる若き日のフランソワ・ミッテランが内務大臣として入閣している。

### ジュネーヴ協定
首相となったマンデス＝フランスは、就任演説でインドシナ戦争を30日以内に終結することを宣言し、戦争終結ができなかった場合、辞任することを公約した。マンデス＝フランスは、ホー・チ・ミンと休戦を協議するとともに、ベトミンの背後にいる中国を重視し、6月23日周恩来中国首相と会談した。7月10日ジュネーブ会議が開催された。マンデス＝フランスは、ヴャチェスラフ・モロトフソ連外相との間に厳しい交渉を繰り広げた。交渉の様子は逐次、フランス国内に報道された。また、マンデス＝フランス自身、ラジオで交渉に不退転の決意を表明した。こうして7月21日インドシナ諸国の独立、北緯17度線による南北ベトナム分断などを決定したジュネーヴ協定が締結された。フランス議会は、ジュネーブ協定を471票対14票の圧倒的多数で可決した。反対に回ったのは、社会共和派（MRP）と穏健派の一部であった。さらにローマ・カトリック教会を背景とする極右、国家主義者は植民地放棄に衝撃を受け、共産主義者の下にカトリック教徒をむざむざ捨て去ることに反対を表明した。後の国民戦線党首、ジャン＝マリー・ル・ペンは、当時、極右プジャード派に属しており、マンデス＝フランスに対して愛国心から反発したと回想している。

### 失墜

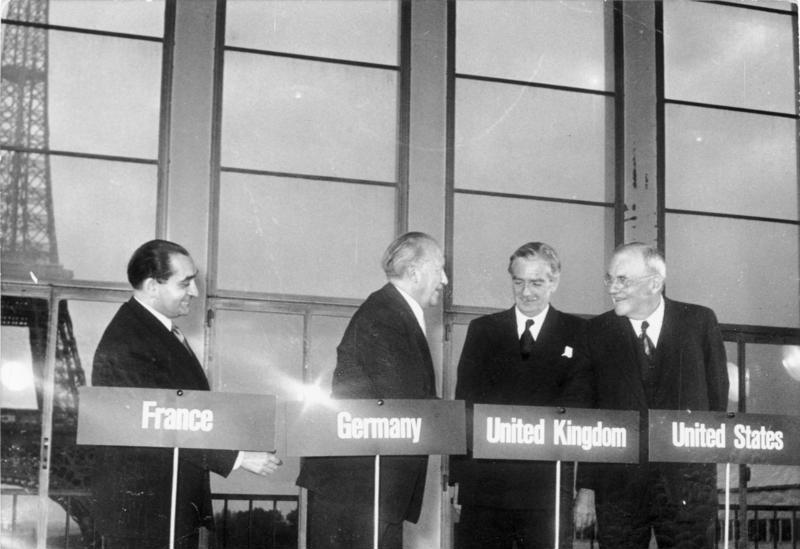
西ドイツのNATO加盟承認を発表するNATO加盟国首脳。左からマンデス＝フランス、アデナウアー西独首相、イーデン英外相、ダレス米国務長官。1954年10月24日。

インドシナ問題を解決したマンデス＝フランスは文字通り、息つく間もなく、北アフリカ問題に取り組んだ。1954年7月末、新デストゥール党のハビーブ・ブルギーバ（後のチュニジア初代大統領）と、さらにモロッコのムハンマド5世とそれぞれ交渉し、マンデス＝フランスの後を襲ったエドガー・フォール内閣の時に独立を達成することとなった。しかし、このことは北アフリカに住むヨーロッパ系住民（いわゆるピエ・ノワール）の反発を買うことに繋がった。
1954年8月欧州防衛共同体（EDC）構想をめぐり、西ドイツの再軍備を懸念するフランス政府は条約の修正を提案したが、未承認に終わった。8月30日国民議会は欧州防衛共同体（EDC）条約の批准を拒否した。この結果、マンデス＝フランス内閣は、MRPを中心とするEDCを支持していた勢力の離反を招くこととなった。
1954年11月からアルジェリアでは、テロが相次いで起こり、マンデス＝フランスのアルジェリアへの譲歩政策に対する反発が右翼を中心に広がる中、次第に窮地に追い詰められていった。1955年2月議会による信任投票が行われ、激論の中、マンデス＝フランス内閣は総辞職を余儀なくされた。マンデス＝フランスの後任には、急進社会党右派の領袖でライバルであったエドガー・フォールが就任した。
1956年社会党（SFIO）のギー・モレ内閣が成立すると国務大臣として入閣するが、アルジェリア問題をめぐり、短期間で辞任を余儀なくされた。

## 第五共和政
アルジェリア問題の先鋭化とこの危機に第四共和政の政治体制が機能不全に陥る中で、1958年ド・ゴールによって、第五共和政が成立する。大部分の左翼同様、ド・ゴールの強権的ともいえる大統領政治に対してマンデス＝フランスも批判的であった。マンデス＝フランスは反ド・ゴール派を糾合するが、1958年11月の選挙で議席を失い、さらに1959年には、親ド・ゴール派が多数派となった急進党から除名された。
急進党を離れたマンデス＝フランスは、社会党離党者を中心に結成された小左翼政党・統一社会党に加わる。1967年にようやく議席を回復したのもつかの間、1968年五月革命を受けて行われた議会選挙でド・ゴール派が大勝し、再び落選の憂き目を味わった。統一社会党の公式見解によると五月革命に関して、彼の年代の人では珍しく学生側に共感的であったとされる。在野勢力の中にあって、反ド・ゴールの社会主義者のひとり、ガストン・ドフェールは、マンデス＝フランスを首相候補として野党勢力の結集に動いたが、成功しなかった。1971年の社会党（PS）改組に当たっては、ミッテランを助け積極的に動いた。1981年ミッテラン社会党大統領の誕生を迎えた、翌1982年10月18日、パリで死去した。75歳。

## 人物と評価
マンデス＝フランスは、公正、厳格、真実の人であり、政治家としては終生、フランスの伝統的な議会尊重の共和制支持を貫いた。教条的な社会主義者ではなく、穏健な中道左派としての政治姿勢は「マンデス主義」とも称された。後に政敵となったド・ゴールとは第二次世界大戦からの知己であり、政治的な立場を違えたが、互いに敬意を払い続けた。ド・ゴールとの関係に代表されるように、政治的意見を異にする人々からもマンデス＝フランスの政治的見解、理想主義、正義感に対しては賞賛を惜しまれなかった。
マンデス＝フランスの政治家としての最大の業績は、ジュネーブ協定締結によるインドシナ戦争の終結である。インドシナ問題の現実的な解決を実現するとともに、国民に30日以内の停戦を公約し、それを実現したことで国民からの信頼を勝ち得た。
一方でマンデス＝フランス政権は、議会における安定的な政治的基盤を形成することができなかった。このため、欧州防衛共同体（EDC）構想の失敗、アルジェリア戦争によって世論が分裂すると、これに有効な対応ができず、急速に政権は崩壊した。さらにマンデス＝フランス自身がユダヤ人であったことから、右翼を中心に反ユダヤ主義がフランス社会の中で異常な昂揚を見せた。
政権を失った後も、北アフリカ、中東問題では活発に動き、イスラエル側のみならず、パレスチナ国家独立を支持する立場からイスラム教徒からも信頼されていた。
現在もパリ市内には彼を記念した「ピエール・マンデス＝フランス通り」が存在している。

## 著作
マンデス＝フランスは、以下の著作を出版した。
- Œuvres complètes, tome I, S'engager 1922-43, (1984), 837 p.
- Œuvres complètes, tome II, Une politique de l'économie 1943-54, (1985), 630 p.
- Œuvres complètes, tome III, Gouverner, c'est choisir 1954-55, (1986), 831 p.
- Œuvres complètes, tome IV, Pour une république moderne 1955-62, (1988), 969 p.
- Œuvres complètes, tome V, Préparer l'avenir 1963-73, (1989), 874 p.
- Œuvres complètes, tome VI, Une vision du monde 1974-82, (1990), 684 p.

- Le Redressement financier français en 1926 et 1927, Thèse pour le doctorat soutenue le 3 mars 1928, Université de Paris, Faculté de droit, LGDJ, 1928
- L'Œuvre financière du gouvernement Poincaré. Préface de Georges Bonnet, LGDJ, 1928
- La Banque des règlements internationaux, contribution à l'étude du problème des États-Unis d'Europe, Librairie Valois, 1930
- Le Département de l'Eure au point de vue économique, 1933, Préface de M. C. Briquet
- Liberté, liberté chérie.. Choses vécues, New York, Les éditions Didier, 1943
- Roissy-en-France, Julliard 1947
- Gouverner c'est choisir,(1)Julliard 1953.
- Gouvernerc'est choisir,(2) Sept mois et dix-sept jours juin 1954-février 1955, Julliard, 1955
- Gouverner c'est choisir,(3)La Politique et la Vérité-Julliard 1958
- Dire la vérité, causeries du Samedi, Julliard 1955
- Pour une république moderne, Gallimard, 1962, réed. 1966
- Pour préparer l'avenir, propositions pour une action, Paris : Denoël, 1968
- Dialogues avec l'Asie d'aujourd'hui -Gallimard 1972
- Choisir, conversations avec Jean Bothorel Stock 1974
- La vérité guidait leurs pas, Gallimard, 1976
- Regards sur la V République (1958-1978), Entretiens avec François Lanzenberg, Paris, Fayard, 1983.